# Hydnosternacris
Hydnosternacris is een geslacht van rechtvleugeligen uit de familie veldsprinkhanen (Acrididae). De wetenschappelijke naam van dit geslacht is voor het eerst geldig gepubliceerd in 1978 door Amédégnato & Descamps.

## Soorten
Het geslacht Hydnosternacris  is monotypisch en omvat slechts de volgende soort:
- Hydnosternacris valdiviensis (Amédégnato & Descamps, 1978)